# Trachusa perdita
Trachusa perdita är en biart som beskrevs av Cockerell 1904. Trachusa perdita ingår i släktet hartsbin och familjen buksamlarbin. Inga underarter finns listade.

## Utseende
Ett kraftigt byggt bi med svart grundfärg och riklig, ljus behåring. Hanen har en beigefärgad munsköld och markeringar på sidan av ansiktet. Tergiternas (bakkroppssegmentens) bakkanter har vitaktiga hårband.

## Ekologi
Arten besöker blommande växter från flera olika familjer, som sparrisväxter, indianhyacintväxter (bland annat kaliforniahyacintsläktet [Brodiaea] och Triteleia ixioides), liljeväxter som prärieliljesläktet samt ärtväxter (lupinsläktet).

### Fortplantning
Bona grävs vanligen ut i sandjord och består av en ogrenad tunnel med larvceller, gjorda av bladdelar, i slutet. Larven övervintrar som vilolarv. Det förekommer att boparasiten Heterostelis hurdi, ett annat buksamlarbi, lägger ägg i boet, varpå larven dödar värdägget eller -larven och lever av det insamlade matförrådet.

## Utbredning
Arten förekommer endast i Kalifornien, USA förutom något fynd i Mexiko.